# وینسنت تالیو
وینسنت تالیو (انگلیسی: Vincent Talio؛ زادهٔ ۷ مارس ۱۹۸۱) بازیکن فوتبال اهل فرانسه است.
از باشگاه‌هایی که در آن بازی کرده‌است می‌توان به باشگاه فوتبال نانت اشاره کرد.